# Toyota-Produktionssystem
Das Toyota-Produktionssystem (TPS, jap. トヨタ生産方式 Toyota seisan hōshiki) ist eine Konzeption, um jede Art der Verschwendung zu vermeiden, die sich im Laufe der Zeit bei der Firma Toyota herausgebildet hat und die ständig weiter entwickelt wird. Begründer ist Toyoda Sakichi, der im Jahr 1902 den automatisch stoppenden Webstuhl erfunden und damit die Grundlage für das Jidōka-Prinzip gelegt hat. Sein Sohn Toyoda Kiichirō wurde 1937 der erste Vorsitzende der Toyota Motor Corporation und entwickelte den Just-in-time-Gedanken. Gründe für die Entstehung des TPS waren zum einen die Rohstoffknappheit in Japan und zum anderen die Isolationspolitik der USA gegenüber Japan, die u. a. die japanische Konkurrenz im Automobilbau verhindern wollten. Selbst nach dem Ende des Zweiten Weltkriegs erhielt Japan keine wirtschaftliche Hilfe aus den USA, und so mussten die japanischen Unternehmen mit ihren eigenen (bescheidenen) Ressourcen und Mitteln mit der Automobilproduktion beginnen. Da die Ressourcen knapp waren, musste man mit dem Vorhandenen sehr sparsam umgehen, Verschwendungen vermeiden und mit organisatorischen Mitteln versuchen, Prozesse und Abläufe zu optimieren und zugleich die Qualität zu steigern.
Nach dem Zweiten Weltkrieg wurde das TPS von dem Ingenieur und Produktionsleiter Taiichi Ohno systematisch weiterentwickelt und um viele Elemente und Methoden ergänzt. Seine Gedanken und Prinzipien schrieb er in einem Buch nieder, das in Japan 1978 erschien und zehn Jahre später in englischer Sprache veröffentlicht wurde. Im Vorwort zur englischen Ausgabe schreibt T. Ohno: „The starting concept of the Toyota production system was, as I have emphasized several times, a thorough elimination of waste“. Ausgangspunkt des Konzeptes ist danach die Beseitigung jeglicher Verschwendung, sei es im Produktionsprozess oder im Bereich der Dienstleistung und der Verwaltung (s. Indirekter Bereich). Zudem hat Toyota schon sehr früh die Qualitätsstrategien des US-Amerikaners William Edwards Deming, dessen Ideen in seinem Heimatland auf taube Ohren gestoßen sind, ausgewertet und in das Produktionssystem einfließen lassen.

## Der grundsätzliche Aufbau des Toyota-Produktionssystems
Die Toyota Motor Corporation hat ihr Produktionssystem erst im Jahr 1992 in einem „booklet“ offiziell beschrieben und publiziert. Diese Broschüre wurde überarbeitet und im Jahr 1998 erneut herausgegeben. Im Vorwort heißt es (s. unter Literatur):

“The TPS is a framework for conserving resources by eliminating waste. People who participate in the system learn to identify expenditures of material, effort and time that do not generate value for customers” und weiter “we have avoided a ’how-to’ approach. The booklet is not a manual. Rather it is an overview of the concepts, that underlie our production system. It is a reminder that lasting gains in productivity and quality are possible whenever and wherever management and employees are united in a commitment to positive change.”

Das TPS ist also kein Rezeptbuch, das man einfach nur anwenden muss, wie etwas gemacht wird und schon ist man erfolgreich. Vielmehr bietet es einen Rahmen und einen Überblick über Konzepte, die von Management und den Mitarbeitern gelebt und ständig weiterentwickelt werden müssen.

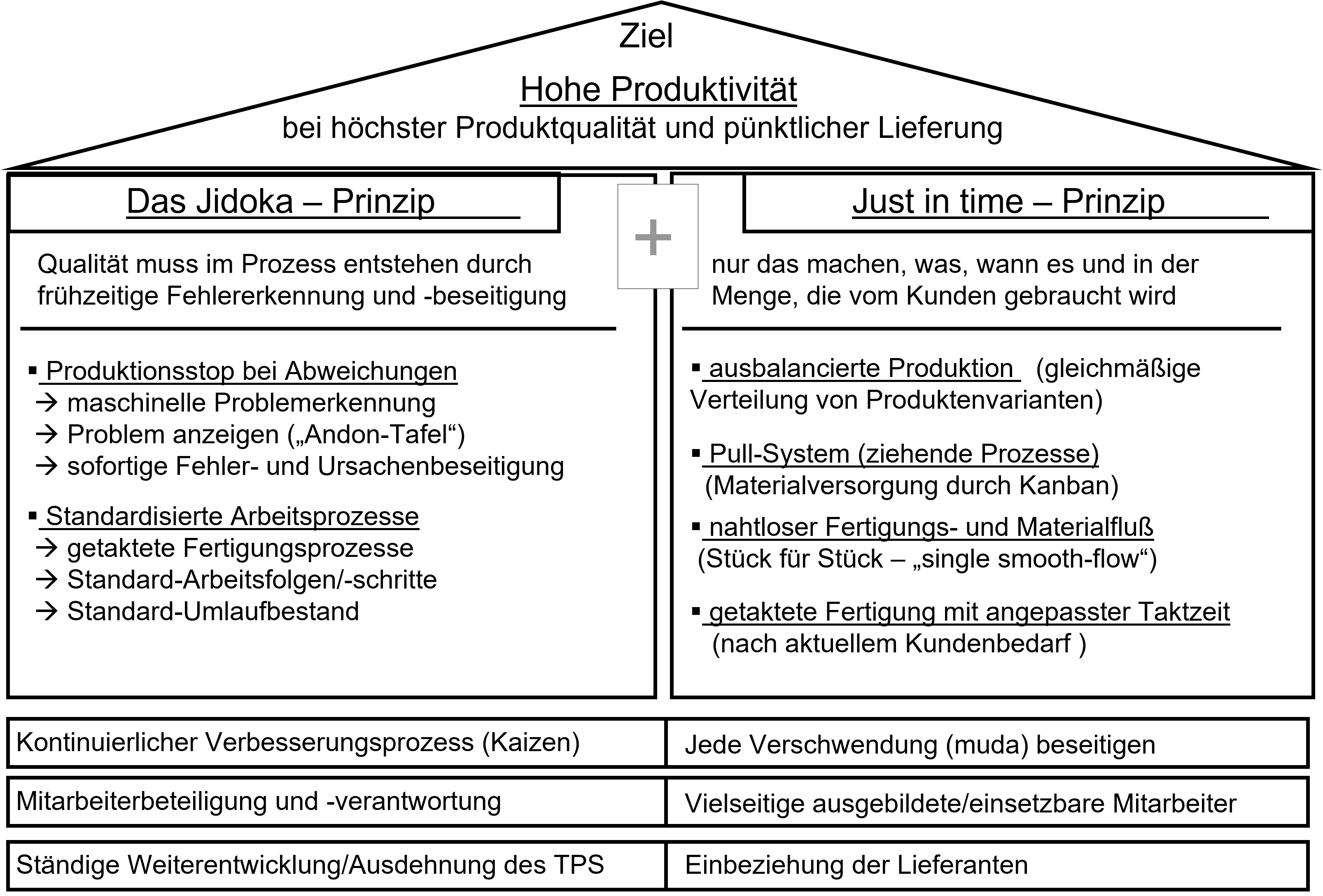

Das Toyota-Produktionssystems kann man sich als Haus vorstellen. Das Dach bildet die Spitze mit dem Ziel des TPS, das Erreichen höchster Produktivität bei hoher Qualität und pünktlicher Lieferung. Dieses Dach wird von zwei Säulen Jidoka und Just-in-time getragen, die Prinzipien des TPS, die durch verschiedene Methoden in die Praxis umgesetzt werden. Diese beiden Säulen ruhen auf einem Fundament, das die grundsätzlichen Vorgehensweisen bei der Umsetzung beschreibt
- Ziel
  - Hohe Produktivität bei höchster Produktqualität und pünktlicher Lieferung
- Jidoka-Prinzip – Das Jidōka-Prinzip besagt, dass Qualität im Prozess entstehen muss und enthält folgende wesentliche Elemente:
  - Produktionsstopp bei Abweichungen (z. B. Andon)
  - Standardisierte Prozesse (s. Arbeitsanweisung)
  - Fehlervorbeugung und Fehlervermeidung (z. B. Poka Yoke)
- JIT-Prinzip – Das Just-in-time-Prinzip besagt, dass nur das produziert wird, was auch tatsächlich zur Erfüllung der Kundenaufträge benötigt wird und enthält folgende wesentliche Elemente:
  - nur für den Kundenbedarf fertigen (s. Build-to-Order)
  - ausbalancierte Produktion (s. Nivellierung (Betriebswirtschaftslehre) und Heijunka)
  - Pullsystem (z. B. Kanban)
  - kontinuierlicher Materialfluss (s. Fließfertigung)
  - getaktete Fertigung (s. Taktzeit)
  - vielseitig qualifizierte/einsetzbare Mitarbeiter
- Fundament
  - Beseitigung jeglicher Verschwendung (japanisch muda)
  - Ausdehnung und Weiterentwicklung des TPS
  - Einbeziehung der Lieferanten (japanisch kenbutsu)
  - Kontinuierliche Verbesserung der Prozesse (japanisch kaizen)

### Erläuterungen zu einigen Aspekten des Toyota-Produktionssystems

#### Eliminierung der Verschwendung
Die Arbeit setzt sich zusammen aus Wertschöpfung und Verschwendung. Bearbeitungszeiten auf der Maschine sind Wertschöpfung. Das Warten des Maschinenbedieners auf das Ende des Bearbeitungsvorgangs oder das Transportieren von Teilen sind Verschwendung.
In den meisten Fabriken gibt es hohe Materialbestände vor, im und nach dem Fertigungsprozess. Damit kann man Fehlteile auf der Zulieferseite, Maschinenausfälle oder schlechte Fertigungsqualität kompensieren, ohne dass dies Auswirkungen auf den Endkunden hat. Es ist sogar so gewollt, weil man davon ausgeht, dass es zu Problemen kommt. Dieser Zustand wird nicht als Verschwendung empfunden, weil er in den meisten Fabriken der Normalzustand ist.
Man muss also die Probleme vermeiden, die durch Verschwendung kompensiert werden sollen. Das setzt voraus, dass insbesondere die Materialbestände im Fertigungsprozess drastisch reduziert werden – was indes kontrolliert zu erfolgen hat, weil für alle anschließend auftretenden Probleme eine Lösung gefunden werden muss, die Produktionsausfälle verhindert.
Ziel dabei ist es, Verschwendung durch Wertschöpfung zu ersetzen. Im Toyota-Produktionssystem unterscheidet man sieben Verschwendungsarten. Die Verschwendung wird im Japanischen als „Muda“ bezeichnet. Eine Möglichkeit, Verschwendung sichtbar zu machen, sind die sogenannten Andon-Tafeln oder Andon-Signale. Das Verfahren zur Erkennung und Beseitigung der Verschwendung wird in der Literatur auch als Muda-Elimination bezeichnet.
Der Erfinder des Toyota Production System, Taiichi Ohno, beschränkte sich auf sieben Arten der Verschwendung, welche durch Liker, Keyte und Locher um eine achte Art, die Unterschätzung oder Nichtnutzung der Fähigkeiten von Mitarbeitern, ergänzt wurden. Auch die unterlassene Vorbeugung gegen Gefahren, Maschinenausfälle aufgrund mangelnder Wartung (mangelhafte oder fehlende Total Productive Maintenance), Informationsmängel (besonders in ERPs) und Produktdesigns die nicht den Kundenwünschen entsprechen können als Arten der Verschwendung angesehen werden.
1. Überproduktion
2. Materialbestände
3. Transporte und Laufwege
4. umständliche Bearbeitung
5. umständliche Bewegungen
6. Wartezeiten
7. Nacharbeiten

Überproduktion liegt vor, wenn in einer Schicht mehr Halb- und/oder Fertigfabrikate produziert wurden, als von der Programmplanung für diese Schicht vorgegeben wurden. Dies ist in der Regel dann der Fall, wenn sich die einzelnen Bereiche der Produktion selbst optimieren. Beispielsweise gibt es in einem Bereich störungsanfällige Maschinen, die immer wieder zu Produktionsausfällen führen. Um den Produktionsausfall zu kaschieren, wird in den Schichten, in denen die Maschine gut funktioniert, so viel wie möglich produziert damit der nachfolgende Bereich bei einem Ausfall in der nächsten Schicht aus dem durch die Überproduktion aufgebauten Pufferlager versorgt werden kann.
Ein zweiter Grund für Überproduktion sind zu viele Werker an Bord. Durch schlechte Urlaubs- oder Freischichtplanung kann es dazu kommen, dass der Meister in einer Schicht mehr Mitarbeiter zur Verfügung hat, als er für das vorgesehene Programm braucht. Um Probleme mit dem Betriebsrat zu vermeiden, schickt er die Kollegen nicht nach Hause, sondern setzt sie an Maschinen oder Arbeitsplätzen ein, die er in dieser Schicht eigentlich nicht benötigt.
Ein dritter Grund für Überproduktion ist schlechte Qualität. Wenn die Abteilung ihren Prozess nicht im Griff hat und die Ausschussraten zwischen beispielsweise 2 und 20 Prozent liegen, wird man versuchen, mehr zu produzieren als im Programm vorgesehen ist um den nachfolgenden Bereich mit I.O.-Ware zu versorgen.

#### Materialbestände
Materialbestände sollen im Toyota-Produktionssystem möglichst gering gehalten oder ganz beseitigt werden. Zu viel Material verursacht Kosten für gebundenes Kapital, für erforderliche Lagerflächen und überflüssiges Transporthandling. Diese Verschwendungsart bezieht sich auf die drei folgenden Arten von Materialien:
- Rohmaterial im Wareneingangslager und im Produktionsprozess
- Halbfertigerzeugnisse im Produktionsprozess und in Halbfertigteilelägern
- Fertigerzeugnisse im Fertigteillager

#### Synchronisierung der Prozesse
Im herkömmlichen Produktionssystem ermittelt ein zentrales PPS-System auf der Basis von Rüstzeiten optimale Losgrößen für unabhängig voneinander agierende Fertigungsbereiche, die nach dem Werkstattprinzip organisiert sind. Dabei schiebt jeder Bereich seine Teile in einen Puffer für den nachfolgenden Prozess (Schiebendes System). Bei Bearbeitungszeiten von weniger als einer Stunde liegt die Produktionsdurchlaufzeit oft bei mehreren Wochen.
Im Toyota-Produktionssystem wird nur das produziert, was gerade verbraucht wurde. Mit schnellen Werkzeugwechseln wird die Produktion kleiner Losgrößen wirtschaftlich. Die Durchlaufzeit (lead time) ist fast identisch mit der reinen Bearbeitungszeit (cycle time). Das Material ist permanent im Fluss. Die Durchlaufzeit reduziert sich gegenüber dem schiebenden System um über 90 %. Dies wird im Wesentlichen durch die Umstellung von der Losgrößenfertigung im Werkstattprinzip auf die Einzelstückfertigung im Fließprinzip (One-Piece-Flow) erreicht.
Die Information, was in welcher Menge zu produzieren ist, wird vom nachgelagerten Bereich mittels einer sogenannten Kanbankarte an den vorgelagerten Bereich weitergegeben (Ziehendes System / Pull Prinzip). Damit verliert das PPS-System seine zentrale Steuerungsfunktion. Es hat nur noch Dokumentationsfunktion für Teile- oder Kundenstammdaten. Die Steuerungsfunktion übernehmen die Kanbankarten, die die Steuerungsdaten dezentral transportieren.
Das Material im Prozess kann schrittweise um bis zu 90 Prozent reduziert werden. Parallel dazu werden die auftretenden Probleme, die nun zu Tage treten, gelöst.

#### Standardisierung der Prozesse
In einer gut organisierten Fabrik ist klar geregelt, welches Material in welcher Menge auf welcher Fläche steht und wie und womit an den verschiedenen Arbeitsplätzen gearbeitet wird. Diese Spielregeln sind dokumentiert und nur ein Verbesserungsvorschlag führt zu einer Änderung der Spielregeln. Denn nur wer weiß, wo er steht, kann feststellen, ob er sich verbessert.
Standards müssen für jeden sichtbar in der Fabrik visualisiert werden. Die Veröffentlichung von Standards ist aber nur dann sinnvoll, wenn man auf einen Blick erkennen kann, ob sie eingehalten werden. Sowohl die Mitarbeiter wie auch die verantwortlichen Führungskräfte müssen sofort erkennen können, ob der Prozessstandard eingehalten wird oder nicht. Hier verwendet Toyota das Prinzip der Visualisierung. Standardabweichungen müssen direkt ins Auge stechen. Beispielsweise werden Ablageplätze für Instandhaltungswerkzeug mit dessen Umriss gekennzeichnet. Liegt das Werkzeug nicht am Platz, ist aufgrund dessen Umriss sofort klar, welches Werkzeug hier liegen sollte.
Um die dauerhafte Einhaltung der Standards sicherzustellen, müssen diese auditiert werden. An der Auditierung beteiligen sich die Führungskräfte aller Hierarchieebenen. Dafür ist ein detaillierter Auditierungsplan zu erstellen, aus dem ersichtlich ist, wer wann welches Audit durchführt. Der Auditierungsvorgang wird von den Mitarbeitern nicht als Kontrolle empfunden, da sie mit ihren Standardarbeitsblättern selbst die Richtwerte definieren, weshalb das Interesse des Managements an der Einhaltung der Prozessstandards eher als positiv empfunden wird. Toyota baut auf Standards, welche aber ständig durch die Mitarbeiter verbessert werden müssen (kaizen). Dadurch ist es Toyota möglich, eine Abwechslung zu monotonen, standardisierten Abläufen anzubieten.

#### Vermeidung von Fehlern, Fehlervorbeugung
Bei minimalen Materialbeständen im Prozess ist es unabdingbar, dass nur Gut-Teile an den nachgelagerten Bereich weitergegeben werden. Dies setzt voraus, dass die Produktqualität ständig nicht nur durch Stichproben überwacht wird. Dazu müssen alle Mitarbeiter von Produktion und Logistik entsprechend geschult und für diese Problematik sensibilisiert sein. Die Methode hierfür wird als Total-Quality-Management (TQM) bezeichnet.
Jeder Mitarbeiter kann Fehler machen. Je mehr Punkte er prüfen muss, desto größer ist die Wahrscheinlichkeit, dass er etwas übersieht. Deshalb muss die Zahl seiner Prüfpunkte auf ein Minimum reduziert werden, was kein Widerspruch zum vorangegangenen Abschnitt ist.
Automatisches Prüfen (Jidoka), die Selbstkontrolle der Maschine, wird erreicht durch einfache Sensoren oder Führungen, doch die genannten Hilfsmittel dürfen nicht zu einem zusätzlichen Prozessrisiko werden. Damit wird die Maschine in die Lage versetzt, selbst zu erkennen, ob die Toleranzen eingehalten werden. Ist dies nicht der Fall, hält sie automatisch an. In Japan nennt man diese Methoden Poka Yoke, was so viel bedeutet wie „Vermeidung unbeabsichtigter Fehler“. Erkennt ein Mitarbeiter einen Fehler, der nicht schnell behebbar ist, zieht er die Andon-Leine zum Stoppen der Produktionsstraße. Dazu gehört auch die Wartung und Verbesserung der Produktionsanlagen. Die Mitarbeiter der Produktion werden wartungstechnisch geschult und können Störungen bis zu einem gewissen Grad selbst beheben. Erst wenn ihnen die Reparatur innerhalb eines definierten Zeitraums nicht gelingt, tritt die zentrale Instandhaltungstruppe in Aktion (autonome Instandhaltung). Ziel ist es, bei einer auftretenden Störung die tatsächliche Ursache hierfür zu finden und diese dann nachhaltig zu beseitigen. Dabei geht man nach der sogenannten „5-W-Methode“ vor, bei der man mit dem „fünfmaligen Fragen nach dem Warum“, in fast allen Fällen auch die tatsächliche Störungsursache findet. Der Wille, auftretende Probleme oder Störungen nachhaltig zu lösen, also so, dass sie nie mehr auftreten, wird vor allem unterstrichen durch die Möglichkeit, dass die Werker über eine Reißleine das Fließband stoppen und somit die Produktion anhalten können.
Mit der Dezentralisierung der Instandhaltung werden die Werker in die Verantwortung für die Funktionsfähigkeit ihrer Maschinen eingebunden. Da sie bei Maschinenstörungen nicht automatisch Pause haben, ist ihre Motivation, solche Situationen zu vermeiden, sehr hoch. Konkret heißt dies, dass Prüfpunkte, die ohne Demontage von Maschinenteilen zugänglich sind und oft unregelmäßig oder gar nicht von der zentralen Wartung gecheckt wurden, nun täglich überprüft werden (vorbeugende Instandhaltung). Diese Methode wird auch als Total Productive Maintenance (TPM) bezeichnet.
Die vom PPS-System ermittelte optimale Losgröße ist in erster Linie von der Rüstzeit abhängig. Dabei stellt sich die Frage, ob die ermittelte Losgröße tatsächlich optimal ist, wenn ein Wettbewerber die gleiche Anlage in einem Fünftel der Zeit umrüsten und eine um 80 % kleinere Losgröße wirtschaftlicher produzieren kann als sein Konkurrent.
Die optimale Losgröße ist Eins. Um sie zu erreichen, benötigt man kein PPS-System, sondern eine Rüststrategie, die es ermöglicht, kleine Losgrößen wirtschaftlich zu fertigen. Ist es wirklich sinnvoll, Millionen in den Bau von Hochregallagern zu stecken, die wiederum laufende Kosten verursachen, statt mit einem Bruchteil dieser Summe die Mitarbeiter entsprechend zu qualifizieren und die Anlagen umrüstfreundlich zu modifizieren (Rüstzeitreduzierung). Die Methode hierfür wird SMED genannt. SMED steht für „Single Minute Exchange of Die“, also Werkzeugwechsel im Minutentakt.

#### Qualifizierung und Training der Mitarbeiter
Wer eine Steigerung der Produktqualität fordert, muss zunächst für eine Verbesserung der Prozessqualität sorgen. Nur wenn die Mitarbeiter registrieren, dass sich das Management für ihre täglichen Probleme im Prozess interessiert und sie bei der Lösung dieser Probleme aktiv unterstützt, realisieren sie, dass die kontinuierliche Prozessverbesserung tatsächlich gewollt ist.
Ergebnisorientierung ist Demotivierung. Wenn der Trainer dem Hochspringer die Latte permanent auf 2,30 m legt und ihm nicht verrät, wie er diese Höhe überwinden kann, verliert der Springer den Spaß an seinem Sport – er resigniert. Prozessorientiertes Management ist unterstützendes Management.
In den Toyota-Fabriken sind die Werker der wichtigste Faktor im Prozess. Man hat verstanden, dass die Investition in die Qualifizierung der Mitarbeiter der entscheidende Wettbewerbsvorteil ist, im Kampf um Qualität und Kosten. Kontinuierliche Prozessverbesserung heißt kontinuierliche Qualifizierung der Mitarbeiter.
Toyota schult z. B. Bandmitarbeiter in eigens dafür vorgesehenen Trainingszentren, bevor sie im Echtbetrieb eingesetzt werden. Beispielsweise werden Lackierer mit speziellen Wassertrainingsanlagen geschult. An diesen übt man das Lackieren eines Autos. Das verbrauchte Wasser wird aufgefangen und die Zielmengen verglichen. Darüber hinaus zertifiziert Toyota sogenannte Mastertrainer, die Toyotas Trainer ausbilden und beraten. Schulungen bei Toyota sind stark auf Begründungen, Schwerpunkt und Wiederholung ausgerichtet.

#### Kontinuierlicher Verbesserungsprozess
Wie in der Politik so führt auch in der Prozessplanung die Fixierung auf den Großen Wurf eher zum Stillstand. Die Innovationslastigkeit der Planung verhindert in vielen Unternehmen die aktive Beteiligung der Werker an der Gestaltung ihrer Arbeitsplätze. Die riskante und teure Automatisierung komplexer Tätigkeiten nimmt der preiswerten organisatorischen Verbesserung der Abläufe jeden Raum.
Dazu verhindert oft ein bürokratisches Vorschlagswesen, dass die Zahl der Verbesserungsvorschläge signifikant gesteigert wird. In der deutschen Industrie machen 100 Mitarbeiter pro Jahr etwa 60 Vorschläge.
In den Toyota-Fabriken macht aber ein einziger Mitarbeiter im Durchschnitt 62 Verbesserungsvorschläge pro Jahr.
Gibt man einem (jedem) Mitarbeiter die Gelegenheit, die Bedingungen an seinem eigenen Arbeitsplatz zu verbessern, wird ein erhebliches Kreativpotential freigesetzt. An seinem Arbeitsplatz ist er der Experte – nicht der Ingenieur, der diesen Arbeitsplatz vor Monaten oder vor Jahren geplant hat. Der Mitarbeiter kämpft mit den täglichen Problemen und fragt sich oft, warum so und nicht anders? Erst durch die Mitgestaltung des Arbeitsplatzes wird es „Sein“ Arbeitsplatz. Hierzu dient zum Beispiel die 5-S-Methode.
Ziel ist es, über Einarbeitungsprogramme, Gruppengespräche und Kaizen-Workshops die Mitarbeiter dazu zu motivieren, Vorschläge zur Verbesserung ihrer Arbeitsplätze oder -abläufe zu machen. Kaizen nennen die Japaner diesen kontinuierlichen Verbesserungsprozess. Hierfür gibt es bei Toyota ein detailliertes Bonussystem, in dem die schnelle Belohnung von Verbesserungsvorschlägen oberste Priorität hat. Das Toyota-Bonussystem unterscheidet sich gravierend vom betrieblichen Vorschlagswesen in Deutschland.

## Vergleich mit anderen Systemen und Rezeption im Westen
Damit das Toyota-Produktionssystem funktioniert, ist ein erhebliches Maß an Disziplin bei den Mitarbeitern und ein hohes Maß an Führungsqualität und Führungswillen bei den Vorgesetzten erforderlich. Im Toyota-Produktionssystem steht der Mensch und nicht der Roboter im Mittelpunkt. Die Fertigung muss effizient sein, aber die Werker, die die Produkte erzeugen, verdienen Respekt und haben das Recht auf eine sinnvolle Aufgabe. Die Werker sind nicht, wie in vielen anderen Fabriken, nur diejenigen, die die Schrauben reindrehen, sie sind aufgefordert, alles zu reklamieren, was ihnen an ihrem Arbeitsablauf nicht gefällt und Vorschläge zu machen, wie man die Abläufe verbessern kann. Das heißt, der Werker muss über das nachdenken, was er bei seiner Arbeit tut.
Dies ist ein gravierender Unterschied zu Henry Fords Produktionsphilosophie. Dort waren die Arbeitsumfänge so minimalisiert, dass der Werker nicht mehr denken musste. Hier gab es nur eine Devise und die hieß „Bewegt das Blech!“ Toyota dagegen hat seinen Werkern die Möglichkeit gegeben, das Fließband anzuhalten, wenn es ein Problem gibt und das Problem an Ort und Stelle nachhaltig zu lösen. Somit überträgt man dem Werker am Band ein erhebliches Maß an Verantwortung, was es so vorher nicht gab.
Das Toyota-Produktionssystem (TPS) gilt weltweit als Benchmark für hocheffiziente Produktion in den verschiedensten Industriezweigen. „Toyota ist das Synonym für Konsequenz“, sagte Porsche Ex-Chef Wendelin Wiedeking. Er ist bekennender Bewunderer und Nachahmer des Toyota-Produktionssystems. Toyota steht in den Augen vieler für Kosten- und Qualitätsführerschaft und ständige Verbesserung.
Obwohl das TPS schon seit den 1980er Jahren in der westlichen Literatur ausführlich beschrieben ist, sind heute schätzungsweise höchstens 10 % der Unternehmen in Deutschland nach diesem Prinzip organisiert. Im Automobilbau haben jedoch inzwischen fast alle Automobilhersteller und viele Lieferanten ihr eigenes Produktionssystem – meist nach dem Vorbild von Toyota – entwickelt und eingeführt. Erster deutscher Hersteller war im Jahr 1992 die Adam Opel AG, dann folgte Mercedes-Benz, MAN, Audi und Volkswagen. Auch große Lieferanten, wie beispielsweise die Robert Bosch GmbH, haben in ihren Unternehmungen erfolgreich ein eigenes Produktionssystem eingeführt.
Das Toyota-Produktionssystem funktioniert nicht nur in multinationalen Großunternehmen, sondern kann auch im Mittelstand in einer etwas vereinfachten Form erfolgreich eingeführt werden.

## Bewertung der Methode
Die TPS-Methode wurde mehrfach untersucht, wobei die Ergebnisse deutlich voneinander abweichen. Einige Autoren sehen das TPS als Methode, andere zweifeln diesen Status an.

“I believe that the approaches travel easily to other countries … Japanese production and quality management works in non-Japanese settings.”

„Ich glaube, dass der Ansatz sich leicht in andere Länder übertragen lässt … japanische Produktionsphilosophie lässt sich leicht in nicht-Japanische Umgebungen übertragen.“

“The author firmly believes the Toyota production system can play a great role in the task for improving the constitutions of American and European companies …”

„Der Autor ist fest davon überzeugt, dass das Toyota-Produktionssystem eine wesentliche Rolle bei der Verbesserung des Zustandes der amerikanischen und europäischen Unternehmen beitragen kann…“

“Hall, in his widely read JIT text, never even questioned whether JIT is a system, and proceeded to give detailed information on implementing it through such steps as flow balancing, quality improvements, and setup reduction.”

„Hall, in seinem weit verbreiteten JIT-Text, untersuchte nicht einmal, ob es sich bei JIT um ein System handelte und fuhr fort, detaillierte Einführungsmethoden wie etwa Flußausgleichen, Qualitätsverbesserungen und Rüstzeitreduktion zu beschreiben.“

Robert H. Hayes konnte keinen besonders ausgeprägten Einsatz moderner Produktionstechnologien, Qualitätszirkel oder einheitlicher Entlohnungssysteme feststellen. In eigenen Worten:

“… no exotic, strikingly different Japanese way of doing things.”

„… keinen exotisch, offensichtlich unterschiedlichen japanischen Weg, die Sache anzugehen.“

“The modern Japanese factory is not, as many Americans believe, a prototype of the factory of the future. If it were, it might be, curiously, far less of a threat. We in the United States, with our technical ability and resources, ought then to be able to duplicate it. Instead, it is something much more difficult for us to copy; it is the factory of today running as it should.”

„Die moderne japanische Fabrik ist nicht – wie viele Amerikaner glauben – der Prototyp der Fabrik der Zukunft. Würde das stimmen, könnte es seltsamerweise, eine viel kleinere Bedrohung darstellen. Wir in den Vereinigten Staaten, mit unseren technischen Fähigkeiten und Ressourcen, sollten dann in der Lage sein, es auch zu machen. Stattdessen handelt es sich um etwas erheblich schwieriger zu kopierendes: Es ist die Fabrik von heute, die so läuft, wie sie sollte!“

Viele dieser Interpretationen werden darauf zurückgeführt, dass die jeweiligen Autoren zum Zeitpunkt der Erstellung ihrer Studien in den 1980er Jahren noch nicht über vollständige Informationen über das System verfügten. Ohno gab sogar zu, dass vorsätzlich eine verwirrende Terminologie verwendet wurde, um das Verständnis zu erschweren (Myers (1990) zitiert in Hopp, 1999). Es hat sich inzwischen gezeigt, dass das TPS auch an die Mentalität von Werkern und Unternehmenskulturen in Ländern außerhalb Japans angepasst werden kann oder umgekehrt die Werker und Kulturen an das TPS.
Es kristallisiert sich aber heraus, dass bei der Einführung die Unternehmenskultur (the way we do things around here) und die zum Teil erheblichen Umstellungen eine wesentliche Rolle spielen. Dies erklärt auch, warum Toyota 50 Jahre brauchte, den heutigen Zustand zu erreichen und nur etwa 20 Prozent der Unternehmen in Japan das TPS verwenden. Offensichtlich ist es auch in Japan schwierig, eine so grundlegende Umstellung zu erreichen.

### Zeitschriften
- Toyotas Geheimnis. In: Wirtschaftswoche. 20/2004.
- Supply Chain: Das perfekte Logistiksystem. In: Harvard Business Manager. 1/2005.
- Management a la Toyota. In: Harvard Business Manager. 8/2004.
- Learning to lead at Toyota. In: Harvard Business Review. Mai 2004.
- Triple A Supply Chain. In: Harvard Business Review. Oktober 2004.
- The lean service machine. In: Harvard Business Review. Oktober 2003.
- Decoding the DNA of the Toyota Production System. In: Harvard Business Review. September/Oktober 1999.
- Volker Elis: Von Amerika nach Japan – und zurück. Die historischen Wurzeln und Transformationen des Toyotismus. In: Zeithistorische Forschungen/Studies in Contemporary History. 6, 2009, S. 255–275.